# Ág
Ág (Duits: Neudak) is een plaats (község) en gemeente in het Hongaarse comitaat Baranya. Ág telt 206 inwoners (2001).